# Enrico Cerale
Enrico Cerale, né à Dieppe en France le 17 septembre 1804 et mort à Urago d'Oglio le 6 octobre 1873, est un général italien qui se distingue durant les trois guerres d’indépendance italiennes, plus particulièrement durant la Première guerre d'indépendance italienne ce qui lui vaut d'être décoré de la médaille d'or de la valeur militaire.

## Biographie
Cerale nait à Dieppe en France le 17 septembre 1804, il est le fils de Giuseppe et Paola Mantelli, et issu d'une famille d'origine piémontaise. À l'âge de quatorze ans, il intégre en tant que volontaire la Brigade Saluzzo. En 1824, il est promu sous-lieutenant au sein du 2ᵉ Bataillon de ligne de la  Brigade "Pinerolo" (en). Il devient lieutenant en janvier 1832 puis capitaine en février 1839, affecté au 2ᵉ Régiment sous le commandement du colonel Michele Bes.
Lors de la guerre de 1848 contre l’Autriche, il prend la tête de la 2ᵉ Compagnie du 14ᵉ Régiment. Il se distingue particulièrement le 30 avril, sur la route entre Desenzano et Pastrengo, où il repousse une attaque autrichienne venant de Peschiera, ce qui lui valut la Médaille d'argent de la valeur militaire. Il continue de se distinguer, notamment le 22 juillet, lors de la défense désespérée du Monte Baldo et du plateau de Rivoli contre des forces autrichiennes largement supérieures en nombre. Sa bravoure à Volta Mantovana et dans les combats des 23 au 25 juillet permit au IIᵉ Corps d'armée de battre en retraite de manière ordonnée. Ces actions lui valurent la Médaille d'or de la valeur militaire et une promotion au grade de major en octobre 1848, avec une affectation au 3ᵉ Régiment d'infanterie.
En 1849, il se fait remarquer à nouveau comme commandant de bataillon lors de la Bataille de Novare, où il reçut la Croix de Chevalier de l'Ordre des Saints-Maurice-et-Lazare.
Promu colonel en 1856, il accéda au grade de major général en 1859 et prit le commandement de la Brigade mécanisée « Aosta ». Pendant la deuxième guerre d'indépendance italienne, il obtient une mention honorable et participe à la bataille de San Martino, où il est gravement blessé le 24 juin. Par décret royal du 30 janvier 1860, il fut décoré de la Croix de Grand Officier de l'Ordre militaire de Savoie.
Lors de la troisième guerre d'indépendance, il commabde la 1ʳᵉ Division du Iᵉʳ Corps d'armée dirigé par le général Giovanni Durando. Pendant la bataille de Custoza, il fut grièvement blessé à Valeggio, ce qui le contraind à quitter définitivement le service actif. Il meurt à Urago d'Oglio, dans la province de Brescia, le 6 octobre 1873.

### Décorations

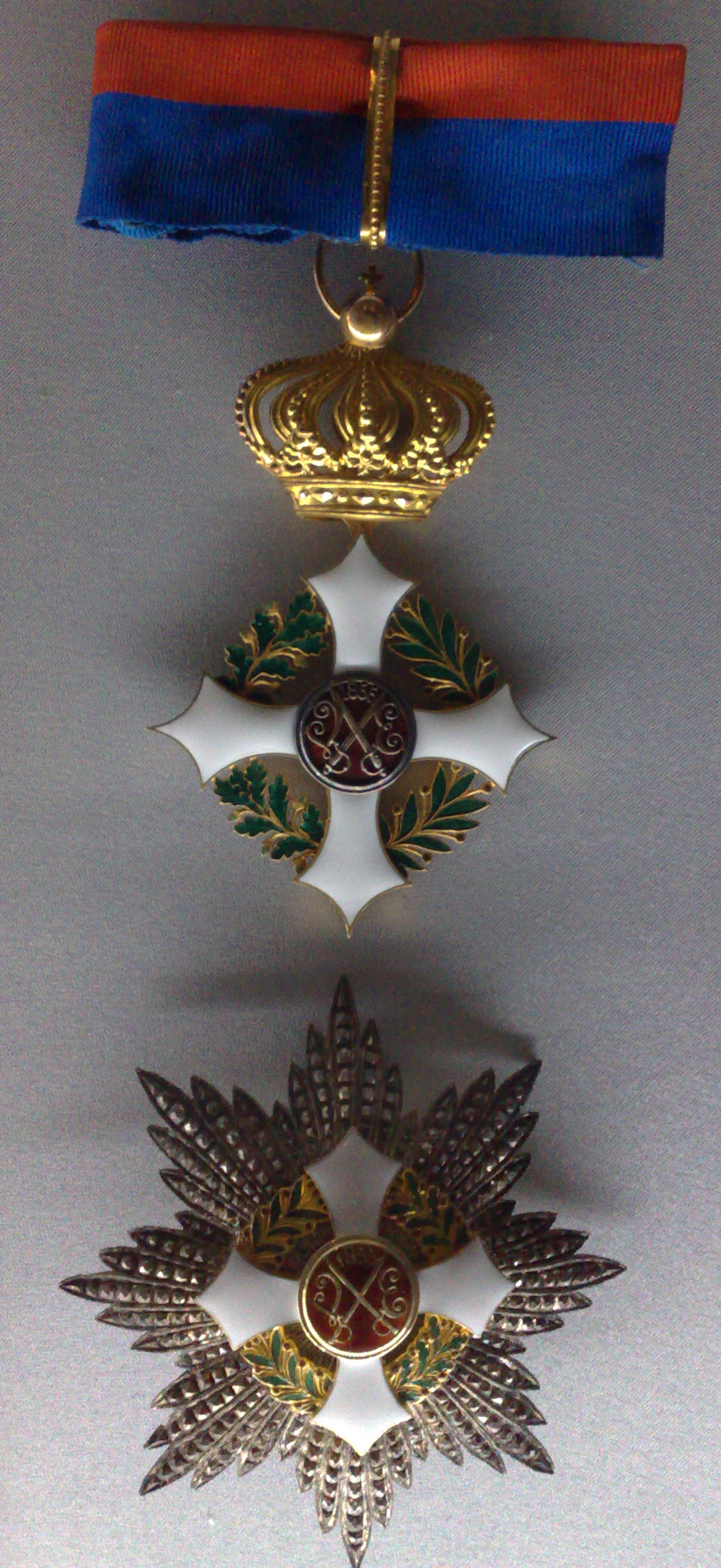
Croix d’un Grand Officier de l’Ordre militaire de Savoie

- Chevalier de l'ordre des Saints-Maurice-et-Lazare
- Grand Officier de l’Ordre militaire de Savoie, le 16 janvier 1860
  -  Commandant de l’Ordre militaire de Savoie (1859)
- Médaille d’or de la valeur militaire, le 15 août 1848
  -  Médaille d’argent de la valeur militaire
  -  Médaille de bronze de la valeur militaire